# Surduk
Surduk (izvirno srbsko Сурдук) je naselje v Srbiji, ki upravno spada pod Občino Stara Pazova; slednja pa je del Sremskega upravnega okraja.

## Demografija
V naselju živi 1308 polnoletnih prebivalcev, pri čemer je njihova povprečna starost 43,0 let (41,2 pri moških in 44,6 pri ženskah). Naselje ima 543 gospodinjstev, pri čemer je povprečno število članov na gospodinjstvo 2,93.
To naselje je, glede na rezultate popisa iz leta 2002, večinoma srbsko.
|  |

| Demografija | Demografija     | Demografija     |
| Leto        | Št. prebivalcev | Št. prebivalcev |
| ----------- | --------------- | --------------- |
|             |                 |                 |
|             |                 |                 |
|             |                 |                 |
|             |                 |                 |
| 1948        | 1687            |                 |
| 1953        | 1712            |                 |
| 1961        | 1782            |                 |
| 1971        | 1467            |                 |
| 1981        | 1332            |                 |
| 1991        | 1253            | 1238            |
| 2002        | 1622            | 1589            |
|             |                 |                 |

| Etnična sestava po popisu iz leta 2002 | Etnična sestava po popisu iz leta 2002 | Etnična sestava po popisu iz leta 2002 | Etnična sestava po popisu iz leta 2002 | Etnična sestava po popisu iz leta 2002 |
| -------------------------------------- | -------------------------------------- | -------------------------------------- | -------------------------------------- | -------------------------------------- |
| Srbi                                   | Srbi                                   |                                        | 1.463                                  | 92,07%                                 |
| Romi                                   | Romi                                   |                                        | 61                                     | 3,83%                                  |
| Slovaki                                | Slovaki                                |                                        | 10                                     | 0,62%                                  |
| Hrvati                                 | Hrvati                                 |                                        | 7                                      | 0,44%                                  |
| Črnogorci                              | Črnogorci                              |                                        | 6                                      | 0,37%                                  |
| Madžari                                | Madžari                                |                                        | 4                                      | 0,25%                                  |
| Jugoslovani                            | Jugoslovani                            |                                        | 4                                      | 0,25%                                  |
| Slovenci                               | Slovenci                               |                                        | 2                                      | 0,12%                                  |
| Bolgari                                | Bolgari                                |                                        | 2                                      | 0,12%                                  |
| Rusini                                 | Rusini                                 |                                        | 1                                      | 0,06%                                  |
| Rusi                                   | Rusi                                   |                                        | 1                                      | 0,06%                                  |
| Bošnjaki                               | Bošnjaki                               |                                        | 1                                      | 0,06%                                  |
| Neznano                                | Neznano                                |                                        | 8                                      | 0,50%                                  |